# 薩格布拉德特嶺
71°47′S 5°51′E / 71.783°S 5.850°E
薩格布拉德特嶺（英語：Sagbladet Ridge）是南極洲的山嶺，位於東部南極洲的毛德皇后地，屬於穆利格-霍夫曼山脈的一部分，由挪威的製圖師根據測量和空中照片繪入地圖。